# Самуркаши (Дамбовица)
Самуркаши (рум. Samurcași) насеље је у Румунији у округу Дамбовица у општини Креведија. Oпштина се налази на надморској висини од 101 m.

## Становништво
Према подацима из 2002. године у насељу је живело 983 становника, од којих су сви румунске националности.